# شورت ركوب الدراجات

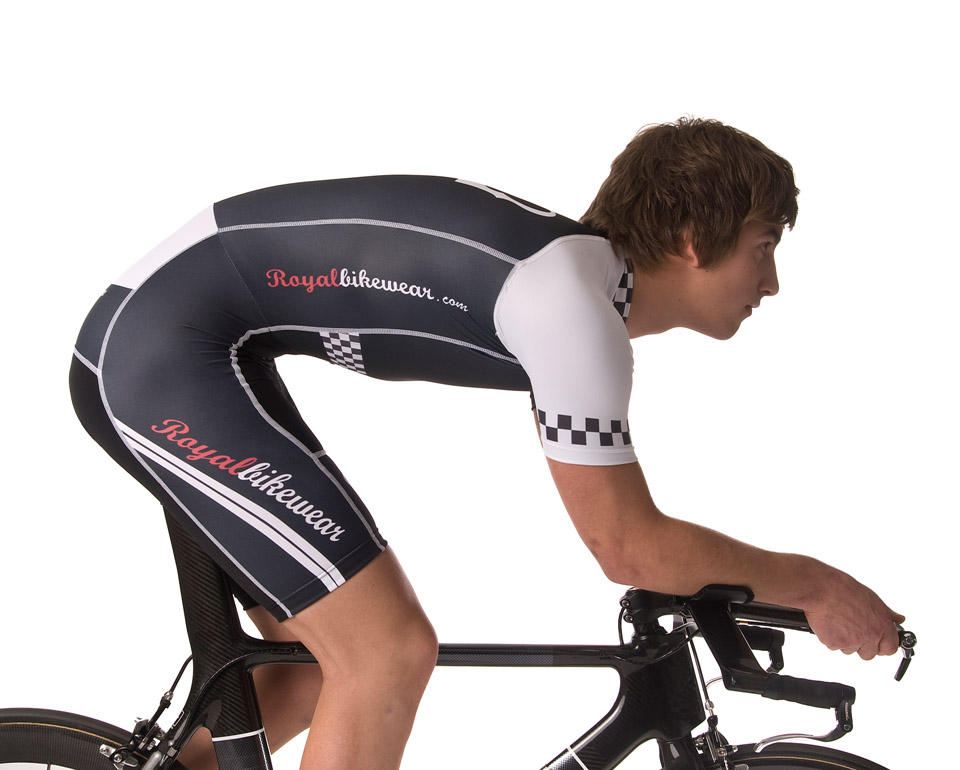

شورت ركوب الدراجات هو شورت ملتصق على الأرجل مصمم لمزيد من الراحة والفاعلية لراكبى الدراجات. خصائصه:
- تقليل مقاومة الهواء.
- حماية الساقين من الاحتكاك الدائم بمقعد الدراجة وهيكلها.
- المساهمة في عملية تبريد الجلد من العرق لحمايته.
- يقوم بالضغط على الساقين، مما يساهم في تجنب الإرهاق العضلى.
- ضغط الساقين ، مما قد يساعد في مكافحة التعب العضلي
- لا تعلق في سلسلة الدراجة أو أجزاء أخرى من الدراجة
- تقليل وزن ملابس الدرّاج (مقارنة بارتداء الدنيم أو السراويل الرياضية أو السراويل الفضفاضة)
- تحسين الراحة أثناء الركوب الطويل مع حشوة إضافية في منطقة المقعد (تسمى وسادة ركوب الدراجات).

قديما كان هذا الشورت يصنع من نسيج الصوف الأسود، ويستخد جلد الشامواه كبطانة مريحة للمستخدم. حاليا معظم الإنتاج يتم من ألياف لدنة وبطانة من الشامواه. كما تعدد أشكاله وأنواعه لتلائم راكبى الدراجات.
تصمم هذه الشورتات لكى يتم ارتدائها منفردة دون الحاجة لملابس داخلية، أو استخدامها كملابس داخلية. يتم تصنيع الشورت من عدة طبقات، مما يرفع سعره.غالبًا ما تصنع شورتات ركوب الدراجات الحديثة من ألياف لدنة (ليكرا) مع شمواه اصطناعي يعمل كواجهة مرنة بين جسم راكب الدراجة والسرج، ويتم إنتاجه في مجموعة متنوعة من الأشكال والأنماط لتناسب احتياجات مختلف الدراجين

## الشورت الفضفاض
هو شورت ركوب الدرجات ولكن له مظهر خارجى مثل كافة الشورتات العادية. يلقى هذا النوع قبولا اجتماعيا من مستخدمى الدراجات عند القيادة حول المدن أو في مسارات الدراجات.